# Nonnius
Nonnius war ein antiker römischer Toreut (Metallbildner), der in der zweiten Hälfte des 1. Jahrhunderts in Oberitalien oder Gallien tätig war.
Nonnius ist heute nur noch aufgrund eines Signaturstempels auf einer Kasserolle aus Bronze bekannt. Diese wurde in einem Gräberfeld auf der Erhebung Föllik in Großhöflein, Burgenland gefunden. Sie befindet sich heute im Landesmuseum Burgenland in Eisenstadt.

## Einzelbelege
1. ↑  Inventarnummer 16.667; Richard Petrovszky: Studien zu römischen Bronzegefäßen mit Meisterstempeln. Leidorf, Buch am Erlbach 1993, S. 281, Nr. N.14.01.; CIL 3, 10027,030.

| Personendaten    | Personendaten                      |
| ---------------- | ---------------------------------- |
| NAME             | Nonnius                            |
| KURZBESCHREIBUNG | antiker römischer Toreut           |
| GEBURTSDATUM     | 1. Jahrhundert                     |
| STERBEDATUM      | 1. Jahrhundert oder 2. Jahrhundert |